# Itala Pellegrino
Itala Pellegrino (Milano, 1865 – ...) è stata una pittrice italiana che dipinse principalmente quadri di genere e paesaggi marini.
Era residente a Napoli. Studiò pittura con il professor Domenico Battaglia. All'Esposizione di Torino del 1881, e a quella di Milano, inviò paesaggi marini. Nel 1888 a Napoli espose Marina di Portici. A Roma nel 1880, espose un dipinto di genere intitolato: Frusta là!. Tra le sue opere ricordiamo: Marina dì Napoli: Nel golfo: Sera nel mare e Tempo sereno.